# Траубе, Мориц
Мориц Траубе (1826—1894) — немецкий химик, биохимик и физиолог.

## Биография
Из еврейской семьи среднего достатка — отец Вильгельм Траубе (1788—1864) был занят в торговле вином, дед был раввином в Кракове; мать — Эвелина Хейман (1794—1858). Брат учёного-медика Людвига Траубе.
По окончании гимназии занимался в Берлине естественными науками и специально химией под руководством Митчерлиха, Г. Розе и Раммельсбурга. Из Берлина перешел в Гиссен, где занимался в лаборатории Либиха.
В 1846 г. снова вернулся в Берлин, и через год получил степень доктора философии за химическую диссертацию «De nonnullis Chromii connubiis». Чтобы приобрести практические сведения, поступил на одну берлинскую красильню, но вскоре вернулся в Ратибор; по смерти отца, продолжал его дело (виноторговля) и досуги посвящал любимым занятиям теоретической химией.
Согласно ЭСБЕ:

Его работы, сделанные в маленьком Ратиборе, вдали от общения с учеными, поразительны, отличаясь замечательной ясностью, логичностью мышления и новизной идей.
С 1851 по 1894 г. опубликовал 42 сообщения, которые помещены в «Известиях Берлинской Академии», частью в «Архиве», издаваемом Пфлюгером, Дю-Буа и Вирховым, в «Botanische Zeitung», в «Известиях» Schlesischen Gesellschaft für vaterländische Cultur и в «Berichte der Deutschen Chemische Gesellschaft».
Наибольшую известность доставила ему его «Theorie der Fermentwirkungen», появившаяся в 1858 г., в которой он высказал совершенно новые взгляды на процессы брожения, нашедшие блестящее подтверждение в работах последних десятилетий XIX в. Процессы брожения вызываются, по мнению Траубе, не самими организмами брожения (дрожжами), но теми ферментами, которые эти организмы вырабатывают и выделяют в окружающую среду. Заслуживают внимания и его работы: «Ueber die Respiration der Pflanzen» (1859) и «Ueber die Beziehungen der Respiration (der Thiere) zur Muskelthätigkeit und über die Bedeutung der Respiration überhaupt» (1861—64).
Громадное влияние на общую физиологию оказало открытие Траубе, касающееся образования растительных клеток. До того существовало представление, что в образовании, питании и росте клеток играют главную роль исключительно жизненные процессы. Опыты Траубе показали, что можно найти такие химические соединения, которые при взаимодействии образуют совершенное подобие растительной клеточки, способной вбирать в себя одни вещества из окружающей среды и выделять другие, и, главное, обладают способностью роста через интуссусцепцию. По теории Траубе, рост клеточек происходит вследствие внутреннего гидростатического давления (тургор): «Experimente zur Theorie der Zellenbildung zur physikalischsn Erklärung der Bildung der Zellhaut, ihres Wachsthums durch Intussusception und des Aufwärts wachs en der Pflanzen» (1864—1867).
В 1874 г. Университет в Галле, празднуя свое 300-летие, поднес Траубе диплом на степень доктора медицины и хирургии, а Берлинская академия наук избрала его корреспондентом. Не занимая никогда профессорского места, в течение всей своей жизни Траубе не прерывал занятий наукой и умер среди начатых работ.

## Семья
- Сыновья — минералог Герман Траубе (1860—1913) и химик Вильгельм Траубе (1866—1942).
- Племянники — филолог-медиевист Людвиг Траубе (1861—1907); бактериолог Альберт Френкель (1848—1916, отец лингвиста Эрнста Френкеля). Племянницы — Анна Челли-Френцель (1887—1958), автор публикаций в области сестринского дела и жена бактериолога Анжело Челли (1857—1914); Маргарете Траубе (1856—1912), биохимик и физиолог, ставшая женой физиолога Франца Болла, а после его смерти — инженера-электротехника Гульельмо Менгарини (1856—1927).